# Zhacai
Zhacai (Brassica juncea subsp. tsatsai (P.I.Mao) Gladis, Syn.: Brassica juncea var. tumida Tsen & S.H.Lee; chinesisch 榨菜, Pinyin zhàcài, W.-G. cha4-ts'ai4, Jyutping zaa3coi3), auch Tsa Tsai, ist eine in China kultivierte Unterart des Braunen Senf (Brassica juncea (L.) Czern.), der zur Gattung der Kohlgemüse (Brassica) zählt.

## Herkunft und Anbau
Das Gemüse Zhacai wurde bereits in der Song-Zeit (960–1279) schriftlich erwähnt und angebaut. Die Anbauregion zur Song-Zeit war historisch Fuzhou (涪州) in Sichuan – heute Fuling. Später erweiterte sich der Anbau von Zhacai auch in Regionen der Provinzen wie Zhejiang (Jiaxing, Xiaoshan), Guangdong (Sihui) oder Hunan (Xiangtan) aus. Heute wird Brassica juncea var. tsatsai vor allem in der Gegend um Wu Jiang und Jangtsekiang in China angebaut, wo ein sehr mildes Klima vorherrscht. Zentrum der Produktion von Zhacai ist Fuling in Chongqing.
Eingelegte Zhacai wurde 1898 als erstes von einem Händler namens Qiu Shou’an (邱寿安) über dessen Gewürz- und Soßenhandlung auf dem Markt gebracht. Die Idee zur Herstellung des „eingelegten Zhacai“ stammt von Qius Angestelltem Deng Bingcheng (邓炳成). Die Bezeichnung des wörtlich „gepresste Gemüse“ kommt vom Pressvorgang während der Herstellung. Eingelegtes Zhacai aus dieser Region genießt einen besonders guten Ruf unter Kennern. Die meisten weltweit angebotenen Zhacai-Produkte stammen aus diesem Ort. In China ist eingelegtes Zhacai eine vergleichbar verbreitete Speise wie das deutsche Sauerkraut, saure Gurken (siehe Gewürz-, Salzgurke, o. Ä.) oder das koreanische Kimchi.

## Beschreibung
Zhacai ist eine einjährig kultivierte krautige Pflanze. Die Jungpflanzen dieser Unterart unterscheiden sich von anderen Varietäten der Art nur durch einen etwas feineren Bau und weniger Behaarung. Typisch für diese Varietät sind die sich verdickende Sprossachse und die klumpigen Stängel unterhalb der Blütenknospen. Es wird eine schlanke Pfahlwurzel gebildet. Die Blattspreite besitzt eine Länge von 40 bis 80 cm, der Rand ist nahezu ganzrandig, wellig oder unklar gezahnt. Die Blütezeit liegt zwischen April und Juni, die Früchte reifen zwischen Juni und Juli.

## Verwendung
Zhacai – in Chinarestaurants als „eingelegtes Szechuangemüse“ bekannt – wird aus dem verdickten Spross, den unteren Teilen der Stängel sowie den Ansätzen der Blütenknospen mit Teilen der Stängel und der Blätter hergestellt. Diese werden im späten Winter geerntet, wenn sich das vegetative Wachstum eingestellt hat und noch bevor der Spross zu schießen beginnt. Nach der Ernte werden die Pflanzenteile gewaschen, halbiert oder geviertelt, auf Matten zum Trocknen ausgelegt und wenn sie leicht welk sind, mit Salz, Cayennepfeffer und Szechuanpfeffer in urnenförmige Steinguttöpfe eingelegt, wobei Druck auf sie ausgeübt wird (Pressvorgang).
Eingesalzenes Zhacai hat eine senfgelbe bis grünlich-braune Farbe, eine fleischige, bissfeste Konsistenz und einen intensiven, salzigen und unverwechselbaren Geschmack. Es ist traditioneller Bestandteil meist einfacher Gerichte der chinesischen Küche, bei denen es auch als Ersatz für Fleisch und winterliche Vitaminquelle diente. Eingelegtes Zhacai wird allein in kleinen Mengen zum Abschluss von Mahlzeiten genossen, weil es den Speichelfluss und Verdauung anregt und dadurch den Mund reinigt. Als Hausmannskost ist Zhacai beispielsweise im chinesischen Frühstück als Beilage zum Reis-Congee oder Reisnudeln wiederzufinden. Als Zutat ist es im Shanghaier Imbiss Cifantuan – 粢饭团 enthalten. Als Hauptgericht kennt man Zhacai beispielsweise in den bekannten „Dandan-Nudeln“ – 担担面 aus Sichuan oder als „gebratene Nudeln mit Zhacai und Fleischstreifen“ – 榨菜肉丝面.

Zhacai – 榨菜 als Speise
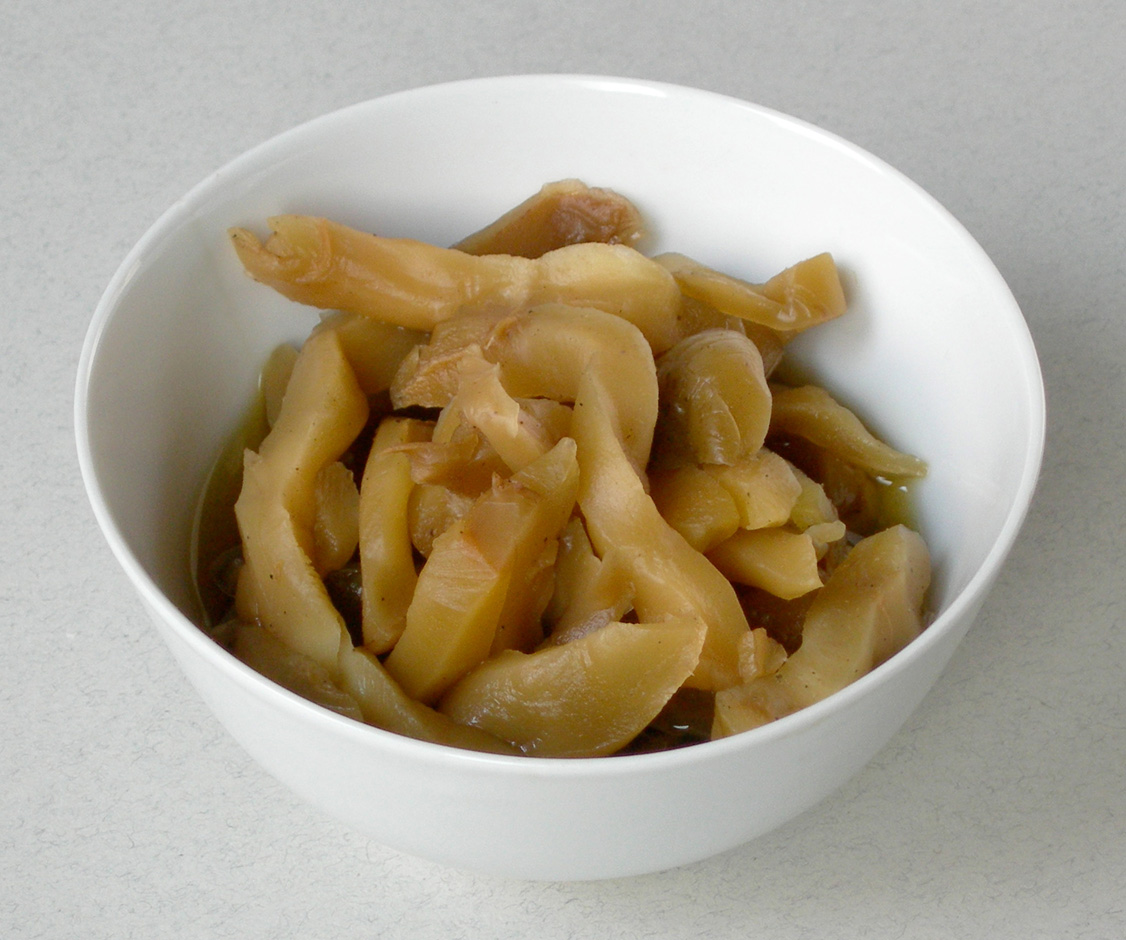
„Zhacai“ – servierfertig portioniert
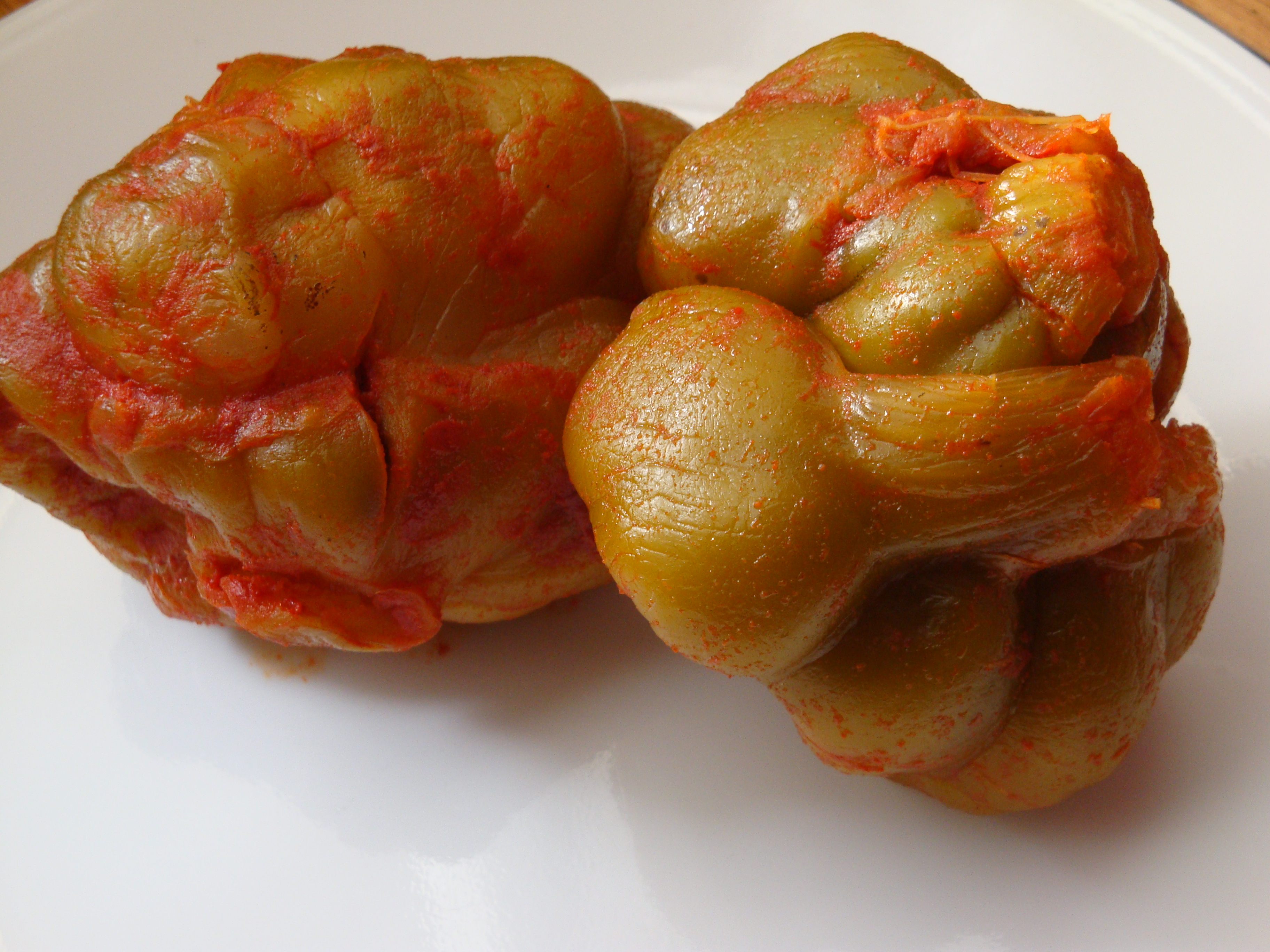
„Zhacai-Köpfe“ – in Chili eingelegt
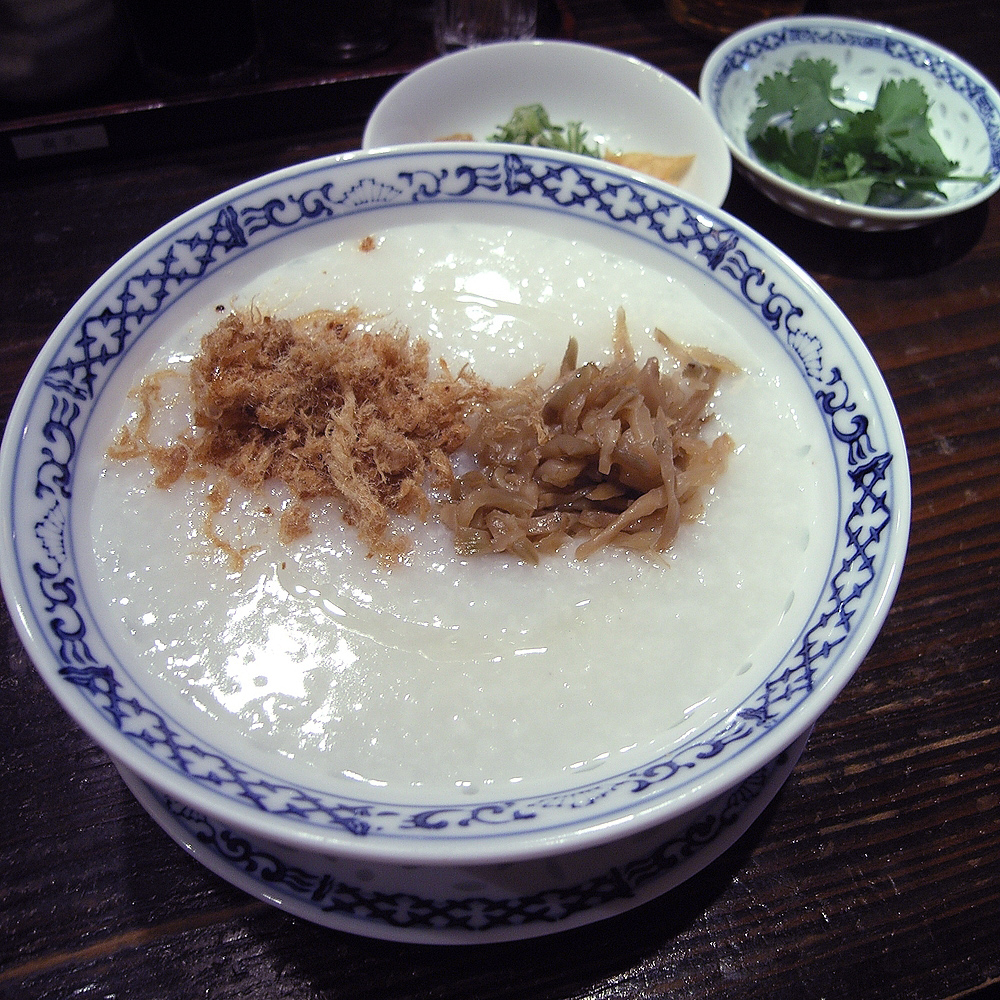
Reis Congee mit Zhacai (rechts)
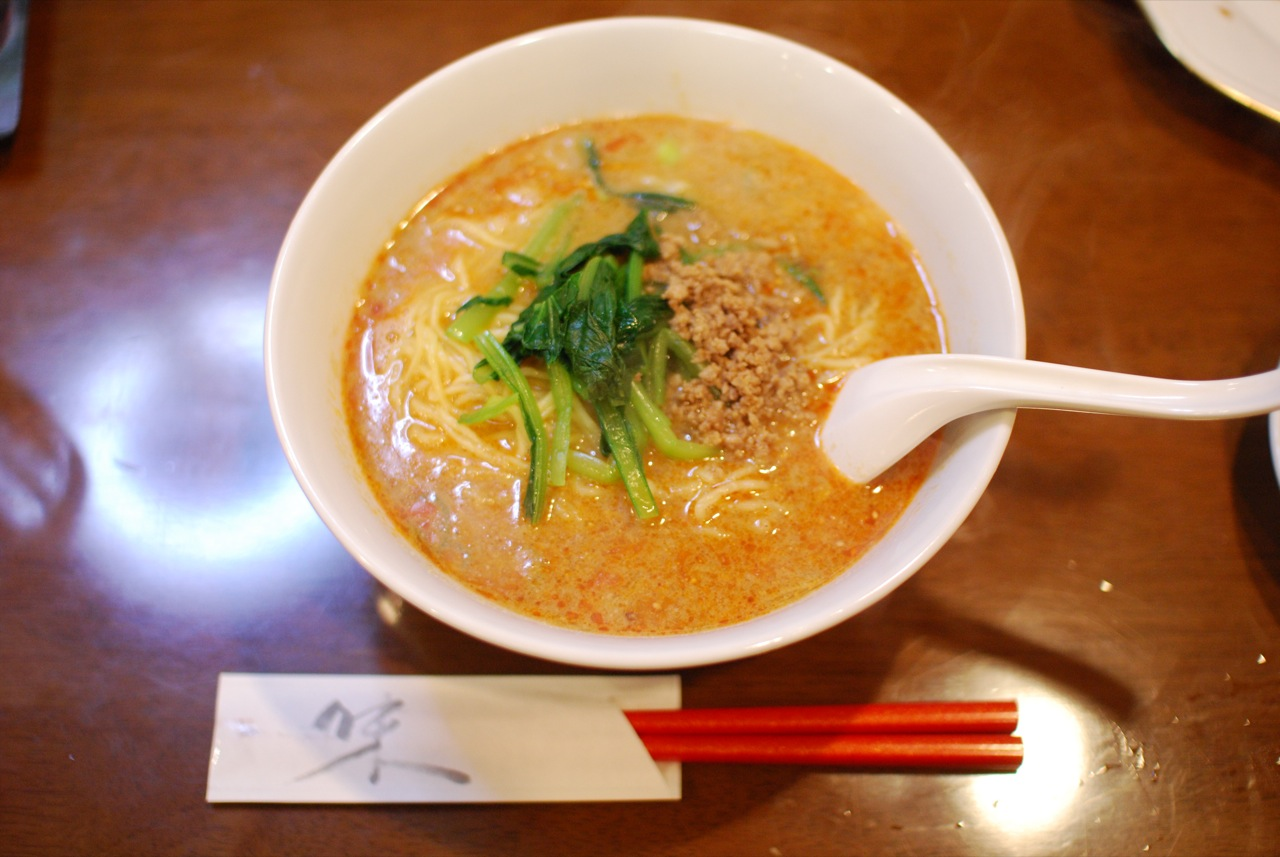
Dandan-Nudeln mit Zhacai – Sichuan-Küche
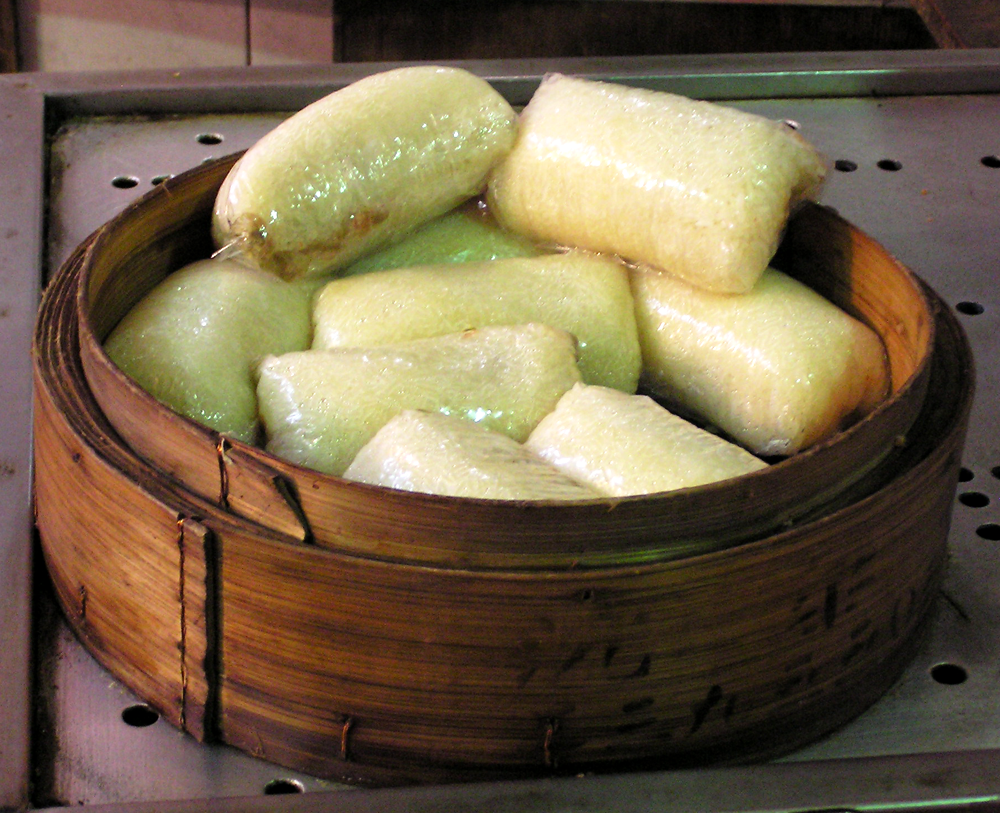
Cifantuan mit Zhacai – Shanghai-Küche

## Inhaltsstoffe
Zhacai enthält unter anderem Proteine, Carotine, Ballaststoffe, Asparaginsäure, Glutaminsäure, Mineralstoffe und 17 verschiedene Aminosäuren. Die Werte dienen als allgemeine Orientierung und sind nicht konstant, da Umweltbedingung des Anbaugebiets auch einen Einfluss auf diese Werte haben.
| Brennwert    | Wasser | Fett  | Eiweiß | Kohlenhydrate | Ballaststoffe | Zucker |
| ------------ | ------ | ----- | ------ | ------------- | ------------- | ------ |
| 27 kJ (kcal) | ?? g   | 0,1 g | 1,3 g  | 6,5 g         | 0,0024 g      | 1,4 g  |

| Gesätt. Fettsäuren | Einf. ungesätt. Fettsäuren | Mehrf. ungesätt. Fettsäuren | Folsäure |
| ------------------ | -------------------------- | --------------------------- | -------- |
| ?? mg              | ?? mg                      | ?? mg                       | ?? µg    |

| Eisen  | Kupfer | Kalium | Kalzium | Magn. | Natrium | Phosphor | Selen | Zink  |
| ------ | ------ | ------ | ------- | ----- | ------- | -------- | ----- | ----- |
| 4,4 mg | ?? µg  | ?? mg  | 125 mg  | ?? mg | ?? mg   | ?? mg    | ?? µg | ?? mg |

| β-Carotin | Vitamin A a | Vitamin B1 | Vitamin B2 | Vitamin B3 | Vitamin B5 | Vitamin B6 | Vitamin C | Vitamin K1 |
| --------- | ----------- | ---------- | ---------- | ---------- | ---------- | ---------- | --------- | ---------- |
| ?? mg     | 24,6 µg     | ?? µg      | ?? µg      | ?? mg      | ?? mg      | ?? mg      | 2 mg      | ?? µg      |

Quelle zu den Tabellen: siehe
Fußnote

## Trivia
- Der „Zhacai-Index“ (榨菜指数)[Anm. 7] ist eine Zahl, die angeblich den Konsum von Zhacai in der Volksrepublik China widerspiegelt und den allgemeinen Verbrauch und Bevölkerungsbewegung innerhalb des Landes verdeutlicht, da dieses alltägliche Lebensmittel zum allgemeinen Konsumgüter der Haushalte zählt und sich insbesondere im Warenkorb einfacher chinesischer Wanderarbeiter wieder findet. Der Ursprung des Begriffs ist bisher nicht geklärt und ist wahrscheinlich eine Erfindung von Medienleuten (siehe Big-Mac-Index) und nicht, wie etwa in den Medien behauptet, eine Kennzahl (Index), die von Regierungskreisen der chinesischen Kommission für Entwicklung und Reform abstammt.[8][9]
- In der bekannten Fernsehdokumentation China auf der Zunge zur kulinarischen Kultur Chinas wird das Zhacai aus dem Anbaugebiet rund um den Fluss Wu Jiang (乌江榨菜 Wū Jiāng Zhàcài) als die besten des Landes betrachtet.[10]